# Askold Lozynski
Askold Lozynski (ukr. Аскольд Євгенович Лозинський, Askold Jewhenowycz Łozynski, ur. 8 lutego 1952 w Nowym Jorku) – prawnik, ukraiński emigracyjny działacz społeczny w USA, przewodniczący Światowego Kongresu Ukraińców w latach 1998–2008.
Urodził się w rodzinie ukraińskich emigrantów z 1951 r. W 1969 ukończył gimnazjum Regis w Nowym Jorku, w 1973 Fordham College, w 1976 wydział prawa Fordham University w Nowym Jorku. W 1977 wszedł w skład adwokatury miasta Nowy Jork.
Od 1971 działał w ukraińskich organizacjach młodzieżowych. W 1998 został przewodniczącym Światowego Kongresu Ukraińców.